# Feritore
La Feritore è stata una goletta della Regia Marina, già della Marina del Regno di Sardegna ed in precedenza della Marina del Granducato di Toscana. 

## Storia
Nave di dimensioni piuttosto ridotte, la Feritore aveva scafo in legno ed armamento velico a goletta (alberi di trinchetto e maestra a vele auriche).
Varata nel 1859, l'unità venne acquistata nel corso dello stesso anno dalla Marina Granducale di Toscana per l'utilizzo per la sorveglianza delle coste e ruoli doganali.
Nell'ottobre 1859 la goletta venne mandata a Genova dal Governo Provvisorio Toscano, formatosi nel Granducato in seguito alla fuga di Leopoldo II. Con Regio Decreto del 6 aprile 1860 la Feritore venne incorporata nel naviglio della Marina del Regno di Sardegna.
Il 17 marzo 1861 l'unità fu iscritta nel Quadro del Naviglio della neocostituita Regia Marina italiana, con la classificazione di goletta.
Nel luglio 1861 la Feritore era in disarmo nella darsena di La Spezia, in previsione del suo trasferimento al Varignano, in modo da liberare il posto in darsena per altre navi. Il 29 luglio 1861 la goletta veniva giudicata inutile alle necessità della Marina, e si proponeva pertanto di venderla.
Radiata nel 1864, l'unità venne ceduta alla Scuola Nautica di Palermo.